# Apófisis frontal del maxilar
La apófisis o proceso frontal del maxilar es una placa fuerte, que se proyecta hacia arriba, medialmente y hacia atrás desde el maxilar, formando parte del límite lateral de la nariz .
Su superficie lateral es lisa, continua con la superficie anterior del cuerpo y da sujeción al músculo elevador del labio superior, al orbicular de los ojos y al ligamento palpebral medial.
Su superficie medial forma parte de la pared lateral de la cavidad nasal; en su parte superior hay una zona rugosa y desigual, que se articula con el etmoides, cerrando las celdas etmoidales anteriores; por debajo de ésta hay una cresta oblicua, la cresta etmoidal, cuyo extremo posterior se articula con el cornete nasal medio, mientras que la parte anterior se denomina agger nasi; la cresta forma el límite superior del atrio del meato medio.
El borde superior se articula con el hueso frontal y el anterior con el nasal; el borde posterior es grueso, y está ahuecado en un surco, que se continúa por debajo con el surco lagrimal en la superficie nasal del cuerpo: por la articulación del margen medial del surco con el borde anterior del lagrimal se pone en continuidad un surco correspondiente en el lagrimal, y juntos forman la fosa lagrimal para el alojamiento del saco lagrimal.
El margen lateral del surco recibe el nombre de cresta lagrimal anterior, y es continuo por debajo con el margen orbital; en su unión con la superficie orbital hay un pequeño tubérculo, el tubérculo lagrimal, que sirve de guía para la posición del saco lagrimal.

## Imágenes adicionales

Proceso frontal mostrado en rojo. Animación.
Proceso frontal izquierdo y derecho del maxilar y dientes superiores. Animación.
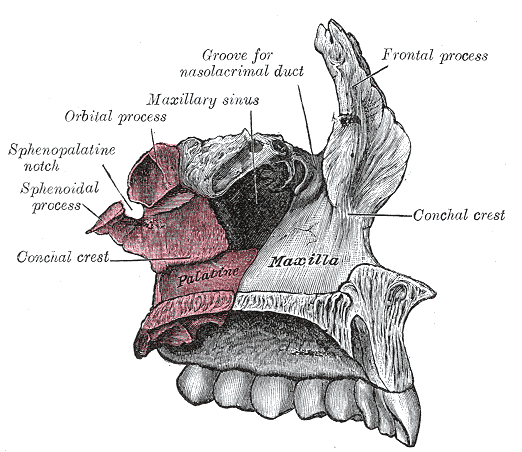
Articulación del hueso palatino izquierdo con el maxilar.
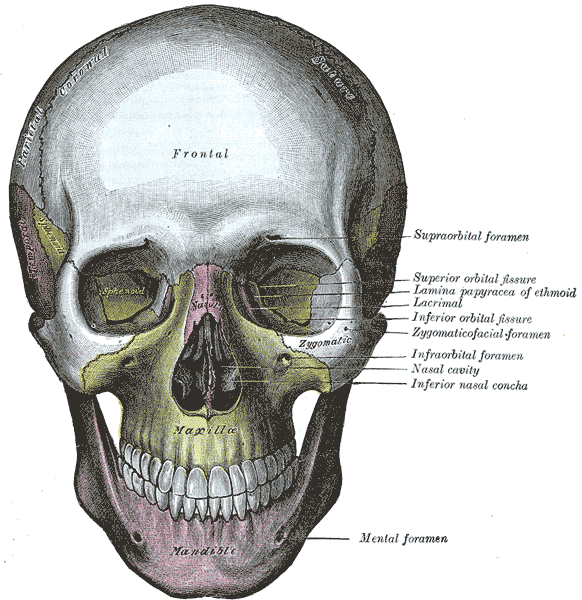
El cráneo del frente.
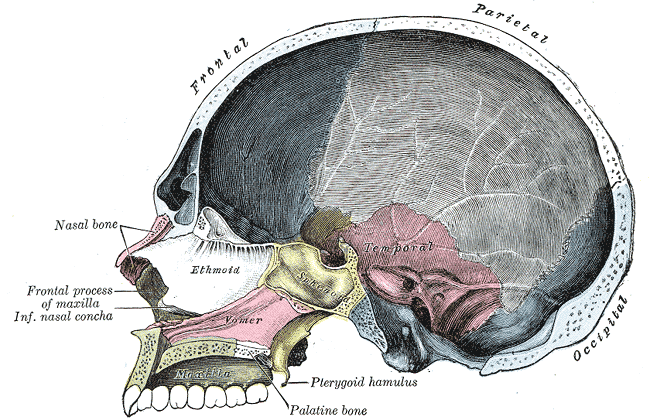
Sección sagital del cráneo.
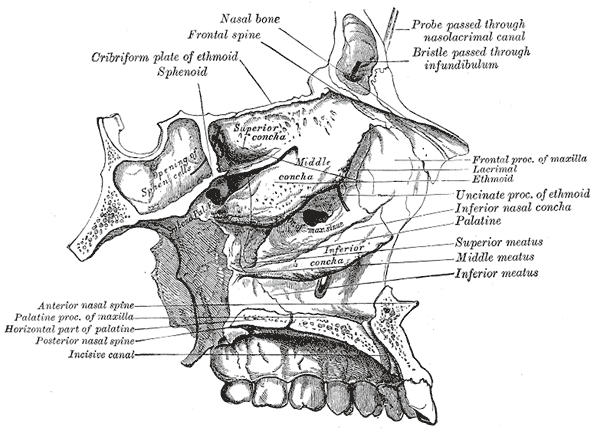
Techo, piso y pared lateral de la cavidad nasal izquierda.
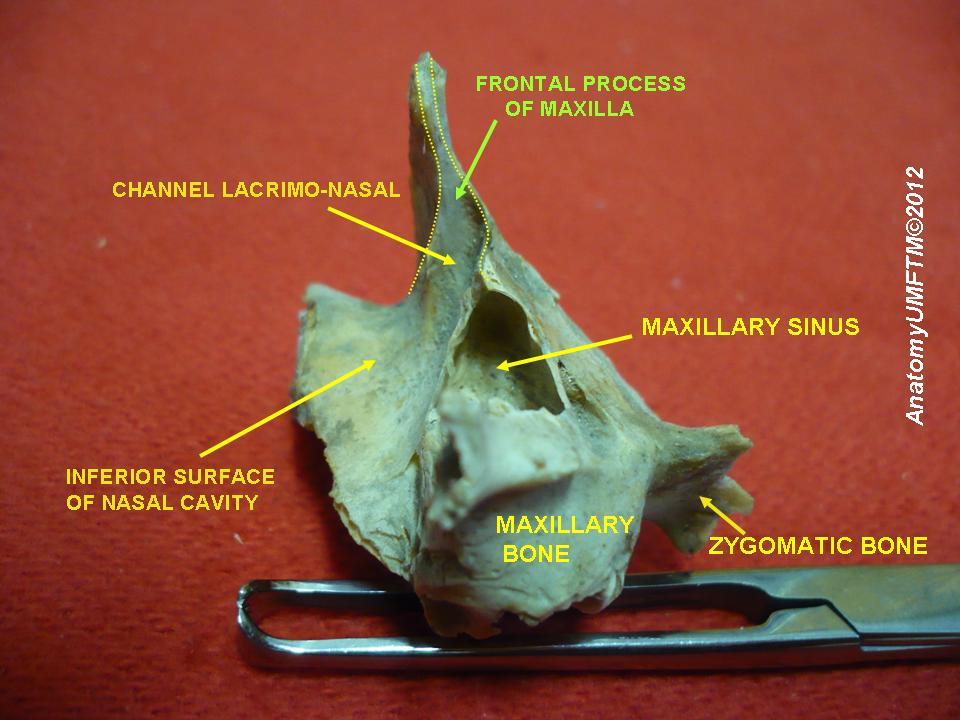
Proceso frontal del maxilar
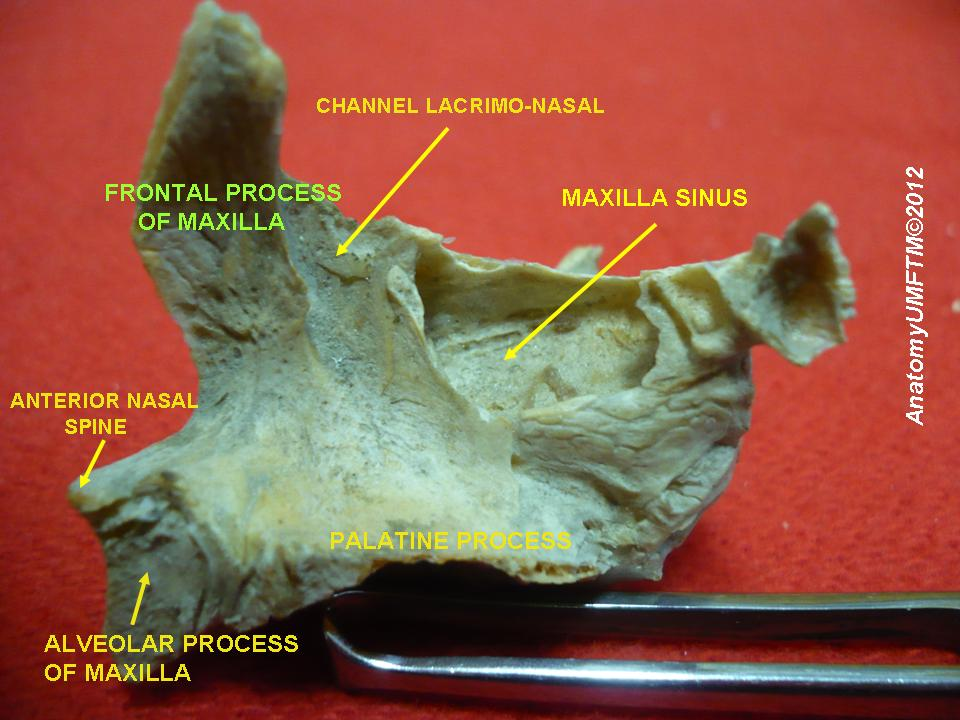
Proceso frontal del maxilar